# Gioacchino Rossini
Gioachino Antonio Rossini albo Gioacchino Antonio Rossini (ur. 29 lutego 1792 w Pesaro, zm. 13 listopada 1868 w Passy, obecnie XVI dzielnica Paryża) – włoski kompozytor, twórca 39 oper.

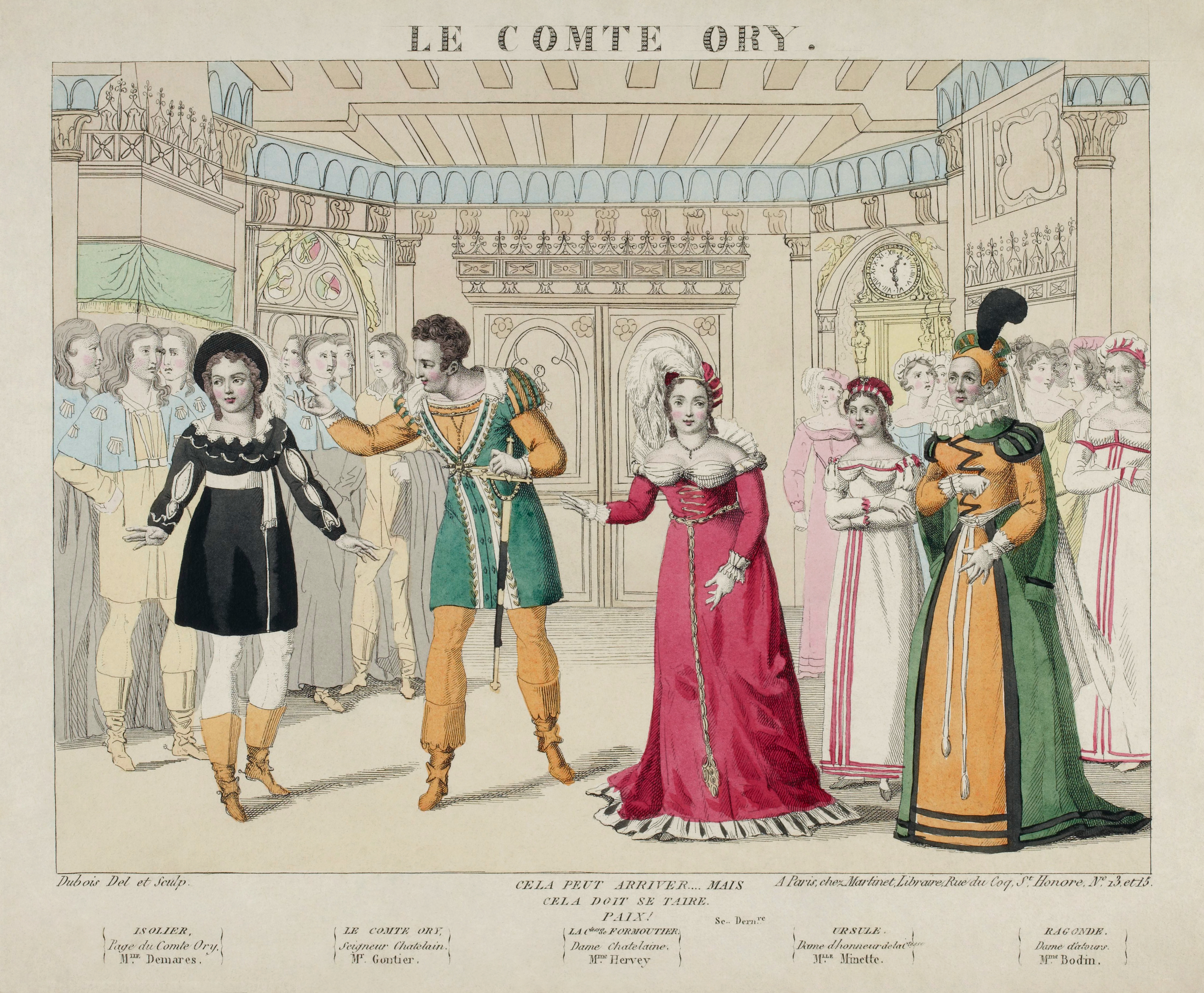
Finałowa scena Le comte Ory Gioachino Rossiniego

Mistrz stylu bel canto, szczególną popularnością cieszą się jego opery komiczne (Cyrulik sewilski, Włoszka w Algierze, Kopciuszek), choć zyskał uznanie również jako twórca oper seria (najwybitniejszym przykładem w tej dziedzinie jest opera Wilhelm Tell). Pisał również (zwłaszcza w późniejszym okresie) utwory religijne (Stabat Mater), kameralne oraz pieśni.

## Życiorys
Rossini urodził się w Pesaro, mieście położonym nad Morzem Adriatyckim w środkowych Włoszech. Jego ojciec Giuseppe był trębaczem miejskim, a matka Anna – śpiewaczką. Edukację muzyczną Rossini rozpoczął bardzo wcześnie, w wieku sześciu lat grał już na trójkącie w kapeli swojego ojca. W roku 1796, po uwięzieniu Giuseppe z powodów politycznych, Anna zabrała syna do Bolonii. Giuseppe dołączył do rodziny po wyjściu z więzienia.

### Edukacja
W roku 1807 Gioacchino rozpoczął naukę kontrapunktu u kompozytora-zakonnika Stanislao Matteiego, a jakiś czas potem naukę gry na wiolonczeli w Konserwatorium Bolońskim. W wieku 16 lat zdobył nagrodę Konserwatorium za kantatę Il piantô d’armonia per la morte d’Orfeo. Dwa lata później ukończył i wystawił w Wenecji swoją pierwszą operę La Cambiale di Matrimonio. Do roku 1813 skomponował jeszcze kilka oper dla teatrów w Rzymie, Bolonii, Wenecji i Mediolanie. Upragnioną sławę przyniósł mu jednak dopiero Tankred, którego premiera w Teatro La Fenice w Wenecji 6 lutego 1813 była oszałamiającym sukcesem.

### Wczesny okres twórczości
Opery pisane dla teatrów w Wenecji i Mediolanie w latach 1813–1815 nie powtórzyły sukcesu Tankreda (choć Włoszka w Algierze wciąż cieszy się sporą popularnością). W roku 1815 Rossini pojawił się w Bolonii, gdzie impresario neapolitańskich teatrów San Carlo i Del Fondo, Domenico Barbaja, zaoferował mu posadę dyrektora artystycznego obu teatrów. Artysta zobowiązał się również pisać po jednej operze rocznie dla każdego z nich.

### Cyrulik sewilski
20 lutego 1816 r. w Teatro Argentina w Rzymie odbyła się premiera Cyrulika sewilskiego – opery komicznej na podstawie dramatu Pierre’a Beaumarchais’go – uznawanej za jedno z najwybitniejszych dzieł w historii muzyki operowej. Według niektórych źródeł napisanie Cyrulika zajęło Rossiniemu 8 dni, on sam twierdził, że było to 12–13 dni – najprawdopodobniej trwało to jednak około 25 dni. Prapremiera Cyrulika okazała się największą klęską w dziejach opery – na scenę wbiegł kot, na kompozytora wylano kubeł zielonej farby, a hrabiemu Almavivie rozstrojono gitarę. Była to zmowa osób, które zazdrościły mu sławy. Kolejne przedstawienie (na którym sam kompozytor się nie pojawił, symulując chorobę) spotkało się już jednak z entuzjastycznym przyjęciem. Cyrulik sewilski jest najczęściej wykonywaną operą Rossiniego.

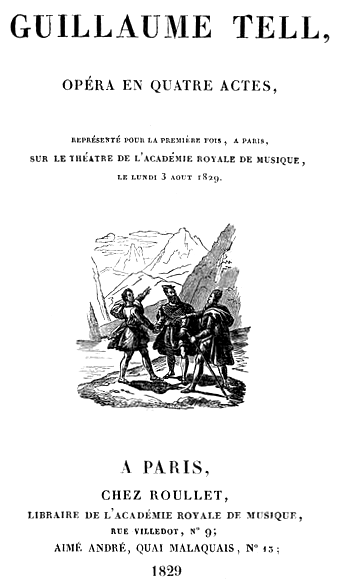
Gioachino Rossini, tytułowa strona libretta do Wilhelma Tella, Paryż, 1829

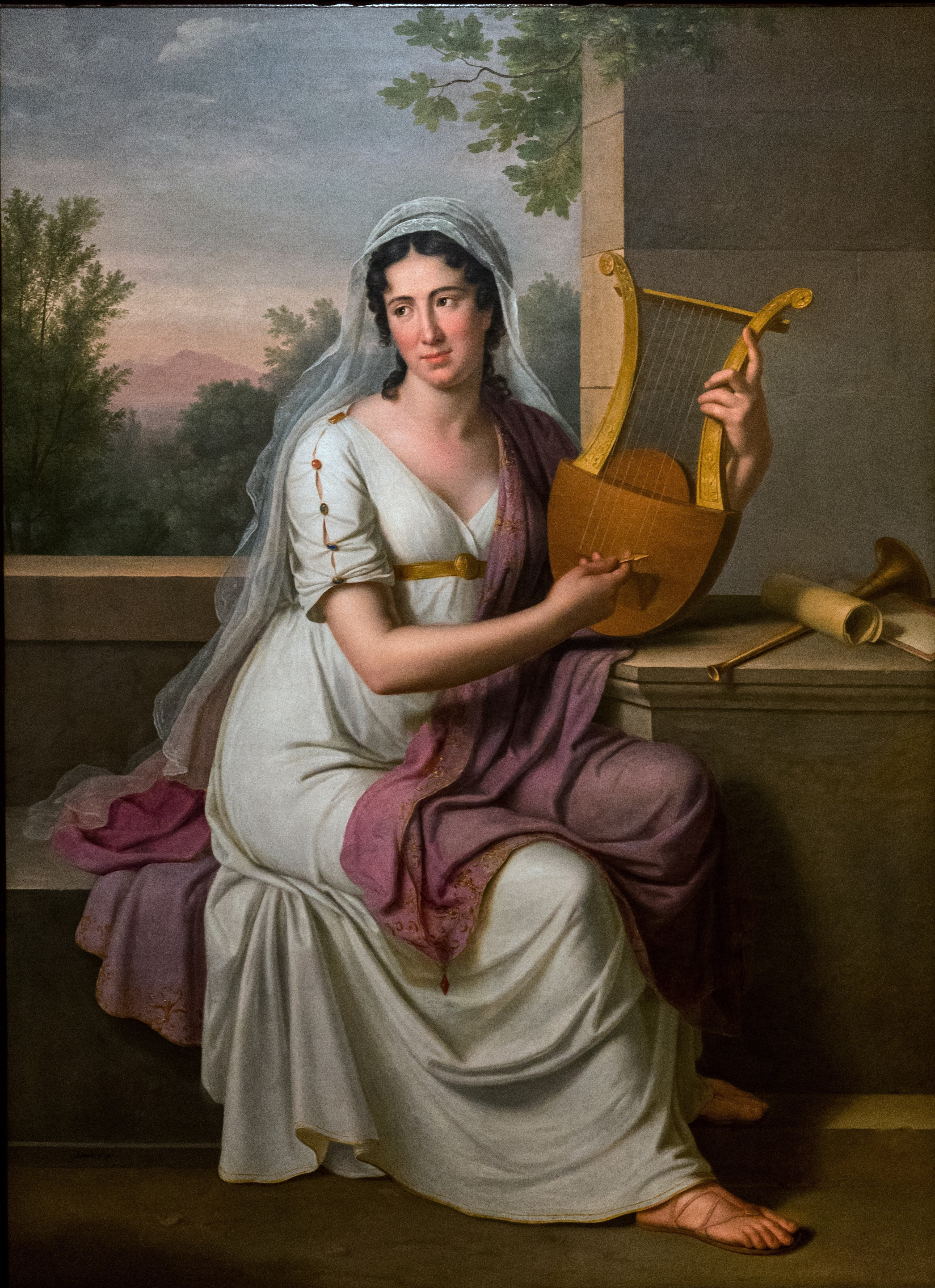
Żona Rossiniego Isabella Colbran

### Dalsze opery
W latach 1815–1823 Rossini napisał 20 oper. W 1821 poślubił śpiewaczkę Isabellę Colbran. W roku 1822 wybrał się do Wiednia, gdzie dyrygował wykonaniem oper Kopciuszek i Zelmira. Z Wiednia wrócił do Bolonii i jeszcze w tym samym roku stawił się na kongresie w Weronie na zaproszenie księcia Metternicha.
W roku 1823 odwiedził Paryż i Londyn. W roku 1824 został dyrektorem Théatre Italien w Paryżu, a po wygaśnięciu kontraktu został pierwszym kompozytorem króla oraz głównym inspektorem do spraw śpiewu we Francji. W 1829 powstała jedna z najważniejszych oper w karierze Rossiniego – Wilhelm Tell (o której Gaetano Donizetti powiedział: Pierwszy i trzeci akt opery z pewnością napisał Rossini, ale drugi musi być dziełem Boga!) – była to jednocześnie jego ostatnia opera.

### Porzucenie twórczości operowej. Późna twórczość
Od prapremiery Wilhelma Tella Rossini zaprzestał pisania oper. Tłumaczył to w następujący sposób: 

Wszyscy pracują dla trzech rzeczy: sławy, złota i przyjemności. Sławę już mam, złota mi nie trzeba, a przyjemności już dawno mnie znudziły...

Tego samego roku kompozytor wyjechał do Bolonii, zaniepokojony stanem zdrowia ojca po śmierci matki. Powrót do Paryża został opóźniony przez Rewolucję Lipcową w 1830 roku i kompozytor znalazł się w stolicy Francji dopiero w listopadzie. W roku 1832 napisał pierwszych 6 części Stabat Mater. Resztę dopisał dopiero w roku śmierci swojego ojca (1839). Od roku 1832 do śmierci w roku 1868 komponował już bardzo niewiele. Na przestrzeni lat stworzył luźny zbiór utworów kameralnych i wokalnych Grzechy starości, a pod koniec życia, w roku 1863, swoje ostatnie wielkie dzieło lub, jak je sam nazywał, swój ostatni grzech śmiertelny – Petite Messe Solennelle (Mała Msza Uroczysta) na 4 śpiewaków (sopran, alt, tenor i bas), chór, 2 fortepiany oraz organy.
Poświęcił kilka kompozycji Nanette Falk-Auerbach.

## Osobowość Rossiniego
Biografowie przedstawiają go w tym okresie jako człowieka obdarzonego błyskotliwym, choć nieco cynicznym poczuciem humoru i jednocześnie zakompleksionego, upokorzonego i przekonanego o zmarnowaniu swojego talentu. To wszystko widoczne jest w dedykacji Mszy: 

Drogi Boże, oto jest, ukończona, moja mała Msza. Czy to, co stworzyłem, to na pewno święta muzyka (musique sacrée), czy może raczej muzyka potępiona (sacrée musique)? Dobrze wiesz, że urodziłem się dla opery buffa! Trochę umiejętności, trochę serca, to wszystko. Bądź więc błogosławiony i przyjmij mnie do Raju.

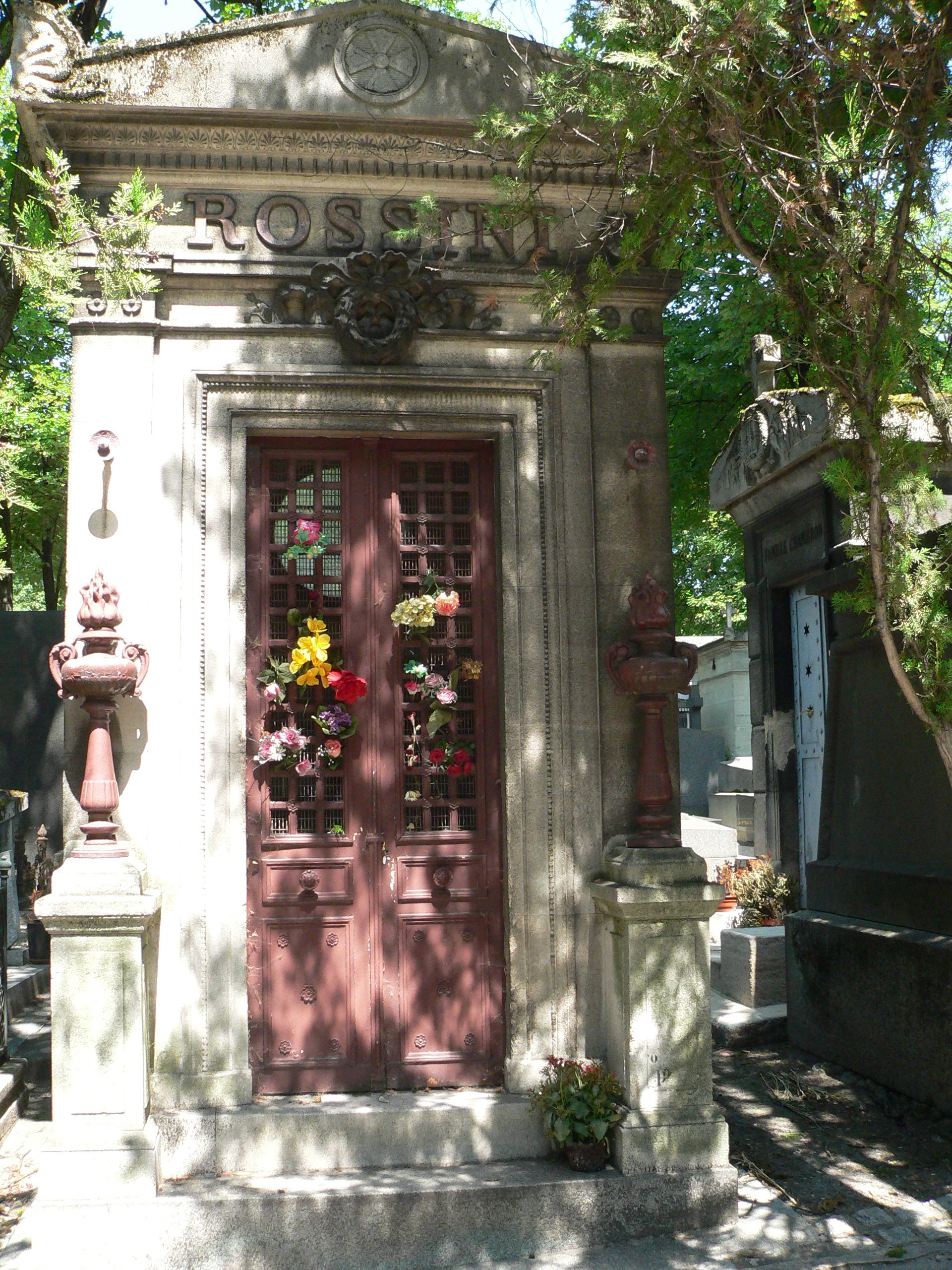
Grób Rossiniego na Cmentarzu Père-Lachaise

Zmarł w 1868 r. w swojej willi w Passy koło Paryża, pochowany został na cmentarzu Père-Lachaise. W kwietniu 1887 ekshumowano jego zwłoki i po 3 dniach uroczyście pochowano w Kościele Santa Croce we Florencji. W grobie na Père-Lachaise spoczywa jego druga żona, Olympe Pélissier (zmarła w 1878 roku).

## Odznaczenia
- Krzyż Wielki Orderu śś. Maurycego i Łazarza (1864)[3]
- Krzyż Wielki Orderu Korony Włoch (1868)[3][4]
- Order Pour le Mérite za Naukę i Sztukę (1842, Prusy)[5]
- Wielki Oficer Orderu Legii Honorowej (1864, Francja)[6]
- Krzyż Wielki Orderu Guadalupe (1865, Meksyk)[7][8]
- Order Izabeli Katolickiej (Hiszpania)[3][4]
- Order Krzyża Południa (Brazylia)[3][4]
- Order Leopolda (Belgia)[3][4]
- Order Medżydów (Turcja)[9]
- Order Obojga Sycylii (Neapol)[4]
- Order św. Stanisława (Rosja)[4]
- Order Gwiazdy Polarnej (Szwecja)[4]
- Order Lwa Zeryngeńskiego (Badenia)[4]
- Order Niepokalanego Poczęcia (Portugalia)[4]

## Dzieła

### Opery
- Demetrio e Polibio (Demetriusz i Polibiusz) – (kompozycja 1806-1809, premiera Teatr Valle, Rzym, 18 maja 1812)
- La Cambiale di Matrimonio (Weksel małżeński) – (Teatr San Moisè, Wenecja, 3 listopada 1810, pierwsza wystawiona opera Rossiniego)
- L’equivoco stravagante (Dziwaczne nieporozumienie) – (Teatr del Corso, Bolonia, 26 października 1811)
- L’inganno felice (Szczęśliwe oszukanie) – (Teatr San Moisè, Wenecja 8 stycznia 1812)
- Ciro in Babilonia (Cyrus w Babilonii) – (Teatr comunale, Ferrara, 14 marca 1812)
- La scala di seta (Jedwabna drabinka) – (Teatr San Moisè, Wenecja, 9 maja 1812)
- La pietra del paragone (Kamień probierczy) – (Teatr la Scala, Mediolan, 26 września 1812)
- L’occasione fa il ladro (Okazja czyni złodzieja) – (Teatr San Moisè, Wenecja, 24 listopada 1812)
- Il Signor Bruschino (Signor Bruschino) – (Teatr San Moisè, Wenecja, 27 stycznia 1813)
- Tancredi (Tankred) – (Gran Teatro La Fenice, Wenecja, 6 lutego 1813)
- L’Italiana in Algeri (Włoszka w Algierze) – (Teatr San Benedetto, Wenecja, 22 maja 1813)
- Aureliano in Palmira (Aurelian w Palmirze) – (Teatr la Scala, Mediolan, 26 grudnia 1813)
- Il Turco in Italia (Turek we Włoszech) – (Teatr la Scala, Mediolan, 14 sierpnia 1814)
- Sigismondo (Zygmunt) – (Teatr La Fenice, Wenecja, 26 grudnia 1814)
- Elisabetta regina d’Inghilterra (Elżbieta, królowa Anglii) – (Teatr di San Carlo, Neapol, 4 października 1815)
- Torvaldo e Dorliska (Torvaldo i Dorliska) – (Teatr Valle, Rzym 26 grudnia 1815)
- Il Barbiere di Siviglia (Cyrulik sewilski) – (Teatr Argentina, Rzym, 20 lutego 1816, pod tytułem: Almaviva, o sia l’inutile precauzione)
- La gazzetta (Gazeta) – (Teatr dei Fiorentini, Neapol, 26 września 1816)
- Otello – (Teatr del Fondo, Neapol, 4 grudnia 1816)
- La Cenerentola (Kopciuszek) – (Teatr Valle, Rzym, 25 stycznia 1817)
- La gazza ladra (Sroka złodziejka) – (Teatr la Scala, Mediolan, 31 maja 1817)
- Armida – (Teatr San Carlo, Neapol, 9 listopada 1817)
- Adelaide di Borgogna (Adelajda z Burgundii) – (Teatr Argentina, Rzym, 27 grudnia 1817)
- Mosè in Egitto (Mojżesz w Egipcie) – (Teatr San Carlo, Neapol, 5 marca 1818)
- Adina – (kompozycja 1818, premiera Teatr Reale São Carlos, Lizbona, 22 stycznia 1826)
- Ricciardo e Zoraide (Ricciardo i Zoraida) – (Teatr San Carlo, Neapol, 3 grudnia 1818)
- Ermione (Hermiona) – (Teatr San Carlo, Neapol, 27 marca 1819)
- Eduardo e Cristina (Edward i Krystyna) – (Teatr San Benedetto, Wenecja, 24 kwietnia 1819)
- La donna del lago (Dziewica z jeziora) – (Teatr San Carlo, Neapol, 24 października 1819)
- Bianca e Falliero (Bianka i Falliero) – (Teatr la Scala, Mediolan, 26 grudnia 1819)
- Maometto secondo (Mahomet II) – (Teatr San Carlo, Neapol, 3 grudnia 1820)
- Matilde di Shabran – (Teatr Apollo, Rzym, 24 lutego 1821)
- Zelmira – (Teatr San Carlo, Neapol, 16 lutego 1822)
- Semiramide (Semiramida) – (Teatr La Fenice, Wenecja, 3 lutego 1823)
- Il viaggio a Reims (Podróż do Reims) – (Théâtre des Italiens, Paryż, 19 stycznia 1825)
- Le Siège de Corinthe (Oblężenie Koryntu) – (Académie Royale de Musique (Opera), Paryż, 9 października 1826)
- Moïse et Pharaon (Mojżesz i faraon) – (Académie Royale de Musique (Opera), Paryż, 26 marca 1827)
- Le Comte Ory (Hrabia Ory) – (Académie Royale de Musique (Opera), Paryż, 20 sierpnia 1828)
- Guillaume Tell (Wilhelm Tell) – (Académie Royale de Musique (Opera), Paryż, 3 sierpnia 1829)

#### Kompilacje (pasticcio) – opery stworzone z utworów Rossiniego
- Ivanhoé (Teatr dell’Odéon, Paryż 15 września 1826)
- L’ape musicale (Muzyczna pszczoła) (Park Theatre, New York 1830, z wykorzystaniem kompozycji różnych autorów, z przewagą Rossiniego)
- Robert Bruce (Académie Royale de Musique (Opéra), Paryż 3 grudnia 1846)

### Utwory sceniczne
- Edipo a Colono (Edyp w Kolonie), 1817: muzyka na bas, chór męski i orkiestrę na podstawie Edypa w Kolonie Sofoklesa - włoski tekst Giambattista Giusti

### Kantaty
- Il pianto d’Armonia sulla morte di Orfeo (1808)
- La morte di Didone (1811/1818)
- Dalle quiete e pallid’ ombre (1812)
- Egle ed Irene (1814)
- L’Aurora (1815)
- Le nozze di Teti, e di Peleo (1816)
- Omaggio umiliato… (1819)
- Cantata da eseguirsi… (1819)
- La riconoscenza (1821)
- La Santa Alleanza (1822)
- Il vero omaggio (1822)
- Omaggio pastorale (1823)
- Il pianto delle Muse in morte di Lord Byron (1824)
- Cantata per Aguado (1827)
- Giovanna d’Arco (1832)
- Cantata in onore del Sommo Pontefice Pio Nono (1847)

### Utwory sakralne
- Messa (Bolonia 1808)
- Messa (Ravenna 1808)
- Messa (Rimini 1809)
- Laudamus
- Quoniam (1813)
- Miserere
- Messa di Gloria (1820) Soliści, chór i orkiestra, 65'
- Deh tu pietoso cielo (1820)
- Tantum ergo (1824)
- Stabat Mater (1833/42)
- Trois Chœurs religieux (1844)
- Tantum ergo (1847)
- O salutaris hostia (1857)
- Laus Deo (1861)
- Petite Messe solennelle (Mała msza uroczysta) (1863)

### Muzyka wokalna
- Soirées musicales (1830–1835) – 12 pieśni na głos i fortepian zawierający, między innymi jedną z najpopularniejszych kompozycji Rossiniego – neapolitańską tarantellę La Danza

### Muzyka instrumentalna
- Sei sonate a quattro (1804)
- Sinfonia di Bologna (1807)
- Sinfonia al Conventello (1808)
- Variazzioni di clarinetto (Wariacje na klarnet i orkiestrę kameralną) (1809)
- Introduzione, tema e variazioni (1819)
- Duet na wiolonczelę i kontrabas (1824)
- Le rendez-vous de chasse (1828)
- Sonata na harfę (1837)

### Utwory fortepianowe: Péchés de vieillesse (Grzechy starości)
- Une caresse à ma femme
- Un petit train de plaisir (comique-imitatif)
- Petit Caprice (W stylu Offenbacha)
- Prélude inoffensif
- Bolero tartare
- Quatre hors-d’œuvres et quatre mendiants
- Un rêve
- Memento homo – Assez de memento. Dansons
- Un profond sommeil – Un réveil en sursaut
- Petite Fanfare (à quatre mains)
- Quelques riens pour album (24 miniatury)